# Белоусов, Валентин Данилович
Валентин Данилович Белоусов (20.02.1925 — 23.07.1988) — советский молдавский математик, член-корреспондент АПН СССР (1968).

Окончил Кишиневский педагогический институт (1947), доктор физико-математических наук (1966), профессор (1967), заслуженный деятель науки и техники Молдавской ССР.
С 1962 года работал в Институте математики АН Молдавской ССР. Основные труды относятся к алгебре, в частности теории квазигрупп и их приложениям. Известна его книга «Основы теории квазигрупп и луп» (1967), учебники для вузов. Лауреат Государственной премии по науке и технике Молдавской ССР.
Заслуженный деятель науки и техники МССР (1970). Лауреат Государственной премии по науке и технике МССР (1982). Является основателем школы по теории квазигрупп в бывшем СССР.

## Основные вехи в научной жизни
1944—1947 — студент Кишиневского пединститута,
1947—1948 — преподаватель подготовительных курсов при Кишиневском пединституте,
1948—1950 — учитель и завуч средней школы, село София Бельцкого района,
1950—1954 — преподаватель кафедры математики Бельцкого пединститута,
1954—1955 — слушатель курсов повышения квалификации при МГУ им. Ломоносова,
1955—1956 — аспирант МГУ им. М. В. Ломоносова,
1957—1960 — преподаватель кафедры математики Бельцкого пединститута,
1960—1961 — стажер Висконсинского университета (по обмену между СССР и США), город Мэдисон, штат Висконсин, США,
1961—1962 — заведующий кафедрой математики Бельцкого пединститута,
1962—1987 — заведующий сектором в Институте математики АН МССР,
1964—1966 — доцент кафедры высшей математики политехнического института (по совместительству),
1966—1988 — профессор, заведующий кафедрой (до 1977) высшей алгебры Кишиневского государственного университета (по совместительству).

## Научное наследие

### Диссертации В. Д. Белоусова
Исследования по теории квазигрупп и луп (1958) — кандидатская диссертация.
Системы квазигрупп с тождествами (1966) — докторская диссертация.
(Обе защищены в Московском Государственном Университете им. М. В. Ломоносова).
Область исследования — Теория квазигрупп, смежные области

### Направления исследований
Общая теория квазигрупп (производные операции; ядра; регулярные подстановки; группы, ассоциированные с квазигруппами; автотопии; антиавтотопии и др.).
Классы бинарных квазигрупп и луп (дистрибутивные квазигруппы, леводистрибутивные квазигруппы, IP-квазигруппы, F-квазигруппы, CI-квазигруппы, I-квазигруппы, лупы Бола, тотально-симметрические квазигруппы, квазигруппы Стейна и др.)
Квазигруппы с уравновешенными тождествами. Системы квазигрупп с тождествами (ассоциативности, медиальности, транзитивности, дистрибутивности, Стейна и др.)
Функциональные уравнения на квазигруппах (общей ассоциативности с одинаковым и различным порядком переменных, общей дистрибутивности, Муфанг, медиальности и др.)
Позиционные алгебры (алгебры Белоусова) (аппарат для решения функциональных уравнений)
п-Арные и инфинитарные квазигруппы (заложены основы теории п-арных и инфинитарных квазигрупп)
Алгебраические сети и квазигруппы (общая теория, условия замыкания, конфигурации)
Комбинаторные вопросы теории квазигрупп (продолжение квазигрупп, ортогональные системы бинарных и
п-арных операций и квазигрупп, парастрофно-ортогональные квазигруппы)

### Книги В. Д. Белоусова
1. Основы теории квазигрупп и луп. М.: Наука, 1967.
2. Алгебраические сети и квазигруппы. Кишинев: Штиинца, 1971.
3. п-Арные квазигруппы. Кишинев: Штиинца, 1972.
4. Конфигурации в алгебраических сетях. Кишинев: Штиинца, 1979.
5. Элементы теории квазигрупп (Учебное пособие по спецкурсу). Кишинев: Кишиневский госуниверситет, 1981.
6. Латинские квадраты и их приложения. Кишинев, Штиинца, 1989 (совм. с Г. Б. Белявской).
7. Математика в школах Молдавии (1812—1972). Кишинев, Штиинца, 1973 (совм. c И. И. Лупу и Я. И. Нягу).
8. Русско-молдавский математический словарь. 1980, Кишинев, Молдавская Советская Энциклопедия (совм. с Я.И Нягу)
9. И. К. Парно. Страницы жизни и творчества. Кишинев, Штиинца, 1983 (совм. c Я.И Нягу)

## Педагогическая деятельность
В. Д. Белоусов был не только учёным, но и отличным педагогом. Он внёс важный вклад в систему образования Молдовы и подготовку молдавских математиков. Как член-корреспондент Академии Педагогических Наук СССР (секция математики), он проводил большую научную и организационную работу в области математического образования. Около 30 его учеников защитили диссертации и работают во многих странах.
В. Д. Белоусов и Я. И. Нягу написали Русско-Молдавский математический словарь, который долгое время использовался математиками Молдовы.
Совместно с И. И. Лупу и Я. И. Нягу В. Д. Белоусов издал книгу Математика в школах Молдавии (1812—1972).
Многие годы В. Д. Белоусов был председателем жюри школьных математических олимпиад Молдавии.

### Стажёры и аспиранты
Под руководством Валентина Даниловича 22 математика из разных республик бывшего Союза и из-за рубежа защитили кандидатские диссертации, из них четверо защитили и докторские диссертации.

## Общественная работа
Параллельно с научной и педагогической деятельностью Валентин Данилович проводил большую общественную работу в качестве депутата Бельцкого Горсовета (1960—1962), члена Райкома КПМ (1967—1973), депутата Верховного Совета Молдавии (1975—1980), члена Президиума Общества «Знание», члена редколлегий различных отечественных и зарубежных изданий, члена Оргкомитета многих международных конференций.

## Семья
Отец, Даниил Афиногенович Белоусов (1897—1956), был офицером армии царской России (окончил военное училище в Тбилиси). Он принимал участие в Первой мировой войне. В Молдове он работал в почтовом отделении в городе Бельцы. Мать Валентина Даниловича, Елена Константиновна Белоусова (Гырбу) (1897—1982), также работала на почте.
Жена — Белоусова (Бондарева) Елизавета Федоровна (5.05.1925 — 26.11.1991). Филолог, преподавала в Государственном Университете Молдавии.
Дети: Александр Валентинович (10.03.1948 — 3.09.1998), кандидат наук по физике, старший научный сотрудник Академии Наук Молдовы; Татьяна Валентиновна Кравченко (род. 16.02.1952), врач.
Брат: доктор медицинских наук, профессор Виктор Данилович Белоусов (род. 1927), травматолог-ортопед, автор монографий «Дорожно-транспортные происшествия. Доврачебная помощь пострадавшим» (1984) и «Консервативное лечение ложных суставов длинных трубчатых костей» (1990).

## Награды и звания
За заслуги в области науки, образования и общественную деятельность В. Д. Белоусов был награждён Орденом Трудового Красного Знамени (1961),
Почетной Грамотой Президиума Верховного Совета МССР (1967), был избран член-корреспондентом Академии Педагогических Наук СССР (1968).
Он был заслуженным деятелем науки Молдавии (1970), Лауреатом Государственной премии Молдавии в области науки и техники (1972).
Отличником просвещения Молдавии (1980).

## Зарубежные поездки
Несмотря на строгий контроль в те годы со стороны государства, Валентин Данилович получал разрешение на научные загранкомандировки и много раз выезжал за рубеж:
1960—1961 — США,
1964, 1976 — Венгрия,
1967,1972,1977 — Болгария,
1968,1974,1981 — Югославия,
1967,1969-1970 — Канада,
1968 — Сьерра-Леоне,
1975 — ГДР.

## Школа Белоусова
Дело всей жизни Валентина Даниловича Белоусова продолжают его многочисленные ученики и последователи в различных странах, число которых постоянно увеличивается.
В 1994 году по инициативе учеников В. Д. Белоусова в Институте Математики и Информатики Академии Наук Молдовы был создан научный журнал «Quasigroups and Related Systems (http://www.quasigroups.eu/)'», известный сейчас во всем мире. В течение двадцати лет в этом журнале опубликовано много статей как молдавских, так и зарубежных специалистов по теории квазигрупп и близким к ней областям. 
Начиная с 1995 года, в Институте Математики и Информатики Академии Наук Молдовы ежегодно в день рождения Валентина Даниловича (20 февраля) проводится расширенный алгебраический семинар памяти Валентина Даниловича Белоусова. На этом семинаре его ученики и последователи из Молдовы и других стран подводят итоги прошедшего года и докладывают о новых результатах по теории квазигрупп и в смежных областях.
Благодаря плодотворной научной и педагогической деятельности В. Д. Белоусова В Молдове была создана школа по теории квазигрупп (Belousov’s School on Theory of Quasigroups), состоящая из его 22 учеников (http://belousov.scerb.com/) и более 40 последователей, продолжающих его дело в Молдове и за рубежом.